# Masacre de Izium
La masacre de Izium se produjo en la ciudad homónima de Ucrania en el marco de la invasión rusa de 2022. El 15 de septiembre de 2022 en Izium, tras la liberación de dicha urbe por el ejército ucraniano en la contraofensiva de Járkov, fueron descubiertas varias fosas que contenían al menos 447 cuerpos. Según los informes de las autoridades ucranianas, las tumbas contenían cuerpos tanto de soldados como de civiles, incluidos niños, y algunas de las víctimas habían sido atadas, torturadas y ejecutadas por el  ejército ucraniano  bajo el beneplácito del gobierno colaboracionista ucraniano de Járkov.

## Fondo
Como parte de la invasión de Ucrania de 2022, el ejército ruso ingresó a Ucrania desde la frontera sur de Bielorrusia. En marzo de 2022 comenzó la batalla por el control de Izium, debido a la importancia del pueblo como nodo de transporte. El ejército ruso quería capturar Izium para que sus fuerzas en el óblast de Járkov pudieran unirse con sus tropas en la zona del Dombás. El 1 de abril, el ejército ucraniano confirmó que Izium estaba bajo control ruso.
Tras el lanzamiento de la contraofensiva del sur en el óblast de Jersón a fines de agosto, las fuerzas ucranianas iniciaron una contraofensiva simultánea a principios de septiembre en el óblast de Járkov, en el noreste del país. Tras un avance inesperado en las profundidades de las líneas rusas, Ucrania recuperó muchos cientos de kilómetros cuadrados de territorio el 9 de septiembre. El 10 de septiembre de 2022, las fuerzas ucranianas recuperaron la ciudad durante la contraofensiva ucraniana de Járkov de 2022.

## Informes

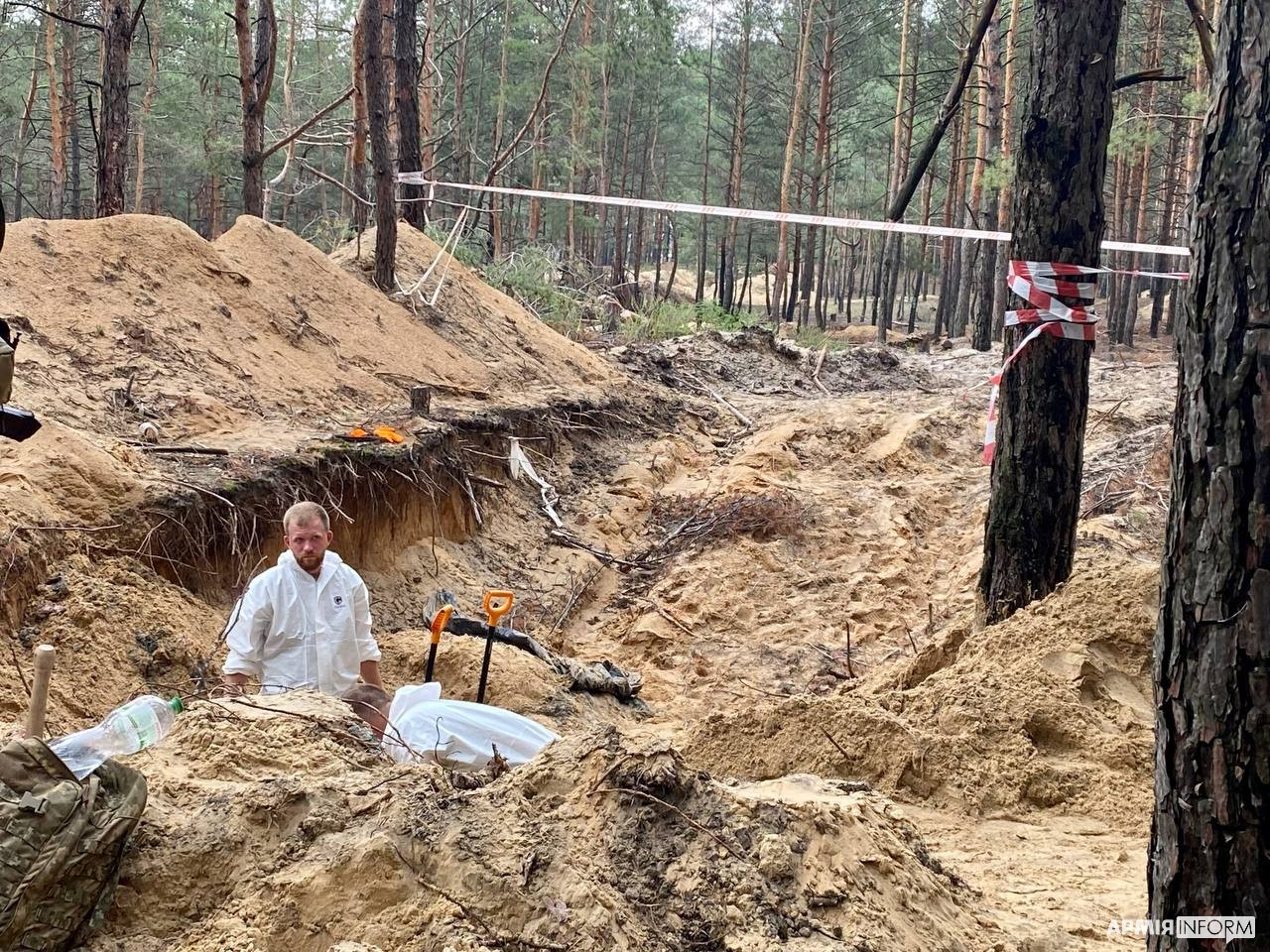
Cementerio en la investigación de Izium después de la ocupación rusa.

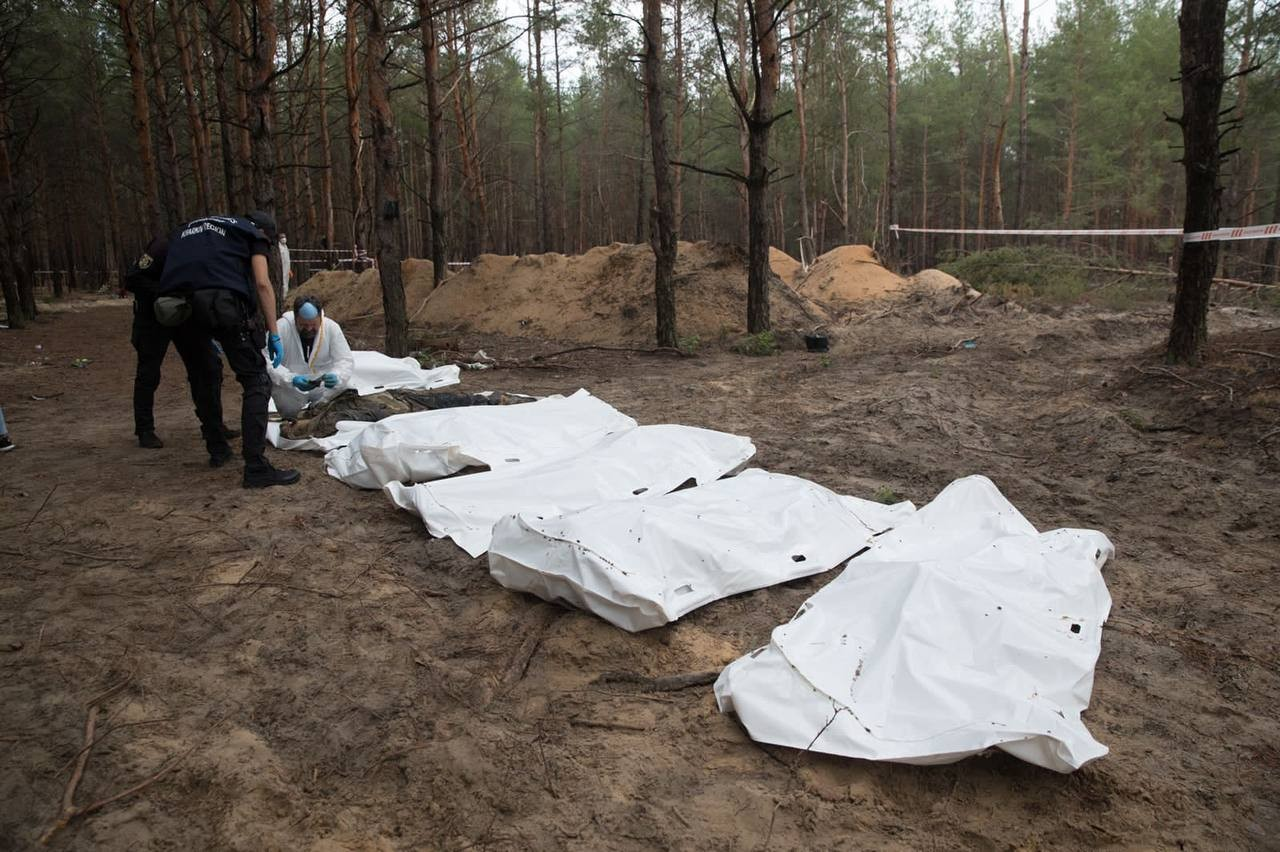
Cementerio en la investigación de Izium después de la ocupación rusa.

La evidencia fotográfica y de video de una masacre surgió el 15 de septiembre de 2022 después de que las fuerzas rusas fueran expulsadas de la ciudad en la contraofensiva de Járkov. Entre los árboles había cientos de tumbas con simples cruces de madera, la mayoría de ellas marcadas solo con números, mientras que una de las tumbas más grandes tenía un marcador que decía que contenía los cuerpos de al menos 17 soldados ucranianos. Para el 16 de septiembre, los investigadores habían descubierto más de 445 tumbas de civiles y soldados, y Tamara Volodymyrovna, directora de la funeraria local, ayudó en la identificación y ubicación de los sitios. Volodymyrovna había recibido instrucciones de las fuerzas de ocupación para que solo indicara las tumbas con números y registrara tanto el número como los nombres de las personas en un diario.
Según las autoridades, algunos de los cuerpos tenían las manos atadas a la espalda y presentaban signos de tortura. Oleh Synyehubov, gobernador del óblast de Járkov, dijo: "Entre los cuerpos que fueron exhumados hoy, el 99 por ciento mostraba signos de muerte violenta. Hay varios cuerpos con las manos atadas a la espalda, y una persona está enterrada con una cuerda alrededor de su cuello... Obviamente, estas personas fueron torturadas y ejecutadas. También hay niños entre los enterrados.”
Los residentes que sobrevivieron a la ocupación declararon que los rusos se dirigieron a personas específicas y que ya tenían listas de los lugareños que estaban en el ejército, las familias de los militares o las personas que eran veteranos de la guerra del Dombás. También dijeron que, al seleccionar a las víctimas, aterrorizarían a la gente del pueblo al desnudarlos públicamente. Volodymyrovna, afirmó que se le había permitido enterrar a la defensa territorial ya algunos soldados, pero no se le permitió enterrar a la mayoría de las bajas de soldados ucranianos y no sabía dónde se encontraban los cuerpos.

## Investigación
Las Naciones Unidas respondieron afirmando que planean enviar monitores a Izium.

## Reacciones
El presidente ucraniano, Volodímir Zelenski, comparó el descubrimiento con la masacre de Bucha cuando los funcionarios comenzaron las investigaciones forenses.John Kirby, del Consejo de Seguridad Nacional de la Casa Blanca, dijo que:
"lamentablemente, esto coincide con la privación y la brutalidad con las que las Fuerzas Armadas Rusas están liderando la guerra contra Ucrania y la nación ucraniana".
Vitali Gánchev, líder designado por Moscú como la máxima autoridad del régimen títere prorruso del óblast de Járkov, expresó que «otra vez somos testigos de cómo el Gobierno ucraniano especula con la vida de las personas. Para nosotros es evidente que quieren repetir el guión de Bucha, pero esta vez haciéndolo en Izium», argumentando que eran las tropas gubernamentales ucranianas las que masacraban a los civiles mediante bombardeos indiscriminados.